# Almodóvar del Río

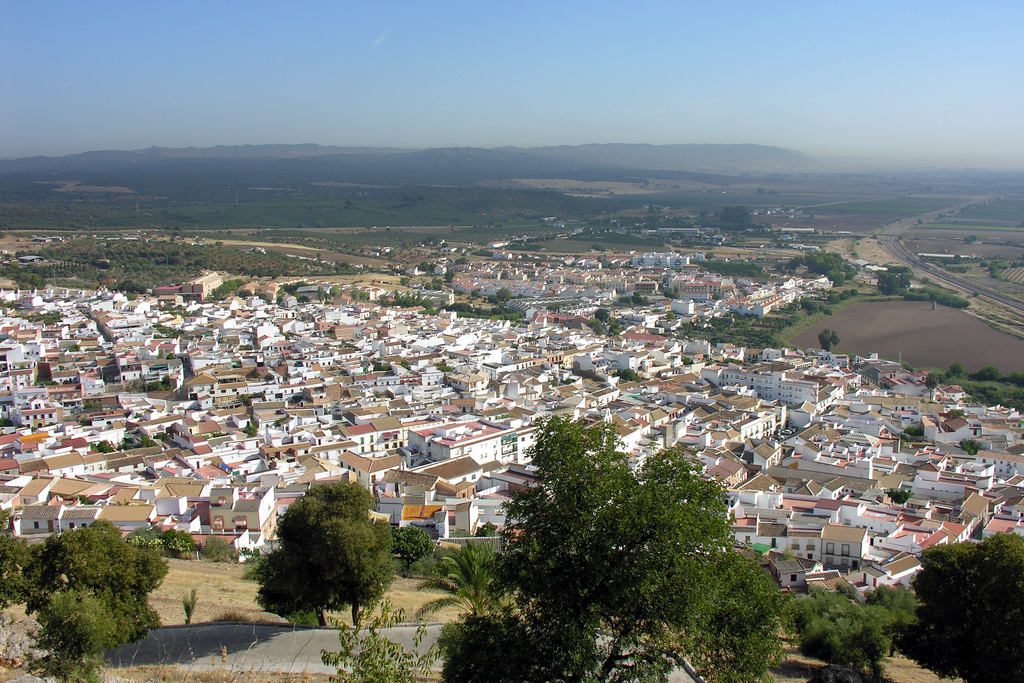
Almodóvar del Río

Almodóvar del Río là một đô thị ở tỉnh Córdoba, Tây Ban Nha.Theo kết quả điều tra dân số năm 2006 của (INE), thành phố có dân số 7487 người. Đô thị này có diện tích 174 km² và mật độ dân số 42,6 người/km². Tọa độ địa lý là 37º 48' độ vĩ bắc, 5º 01' độ kinh đông. Đô thị này nằm trên độ cao 121 m và cách tỉnh lỵ 22 km.